# Cipancur (Cibatu)
Cipancur is een bestuurslaag in het regentschap Purwakarta van de provincie West-Java, Indonesië. Cipancur telt 1557 inwoners (volkstelling 2010).